# José Antonio Paonessa
José Antonio Paonessa fue un recordado actor de carácter argentino de una larga trayectoria en cine, radio y teatro.

## Biografía
Nacido en Buenos Aires, Argentina, Paonessa, fue un actor de reparto de varios films de la época de oro del cine nacional argentino. Actuó  en más de 20 películas junto a actores de la talla de Salvador Striano, Rafael Buono, Pepe Arias, Ramón Garay, Enrique Giacovino, Pepita Muñoz, Mary Parets, Iris Portillo y  Oscar Soldati.
Vivió casi toda su vida en el Barrio de Caballito, primero en Valle al 200 y luego en Semillosa al 500. Es el padre de la actriz María Esther Paonessa.
Integra en 1946 la lista de  "La Agrupación de Actores Democráticos", en pleno gobierno de Juan Domingo Perón, y cuya junta directiva estaba integrada por Pablo Racioppi, Lydia Lamaison, Pascual Nacaratti, Alberto Barcel y Domingo Mania.
Paonessa se destacó sobre todo en el teatro al formar parte de las llamadas Compañías "del Bosque", llamadas así a las que hacían diversas giras por el interior.

## Carrera

### Filmografía
- 1939: Puerta cerrada
- 1939: El Loco Serenata como Rengo
- 1939: Caminito de gloria
- 1939: Palabra de honor
- 1939: ...Y mañana serán hombres como Primer director del reformatorio
- 1940: El haragán de la familia
- 1940: Con el dedo en el gatillo como el Comisario
- 1941: Al toque de clarín
- 1941: La canción de los barrios
- 1942: Fantasmas en Buenos Aires
- 1942: El pijama de Adán
- 1942: Yo conocí a esa mujer
- 1943: Son cartas de amor
- 1944: Mi novia es un fantasma
- 1944: 24 horas en la vida de una mujer
- 1945: Dos ángeles y un pecador
- 1947: El hombre del sábado
- 1948: Dios se lo pague[6]

### Radio
En radio se destacó en radioteatros en Radio Belgrano junto con Horacio Torrado.
En 1939 actuó en el radioteatro por Radio El Mundo titulado Crónicas humanas, junto a Meneca Norton, Iván Caseros, Lita Sandoval, Dardo Quinteros y Horacio Denis. En ese mismo año también actuó en Crimen a bordo con Meneca Norton,Lita Sandoval, Rodolfo Velich y Olga Montes.

### Teatro
En teatro se lució como un eximio actor filodramático y tuvo a su cargo su propia compañía,  teatral fundada en 1922 hasta 1929, llamada Compañía de dramas, comedias y sainetes "Ciudad de Buenos Aires", en la que incursionaron actores como Pedro Maratea,  Ambrosio Radrizzani, Ricardo Passano y Homero Cárpena.
En 1933 presentó  obras escritas por Alberto Novión, Arnaldo Malfatti y Nicolás de las Llanderas, Julio Escobar. Entre sus numerosas obra están:
- Los provincianos
- El trovador de Pompeya
- Airiños de miña terra
- Los tres berretines
- Un padre en busca de seis hijas
- En la paz del campo (1924), en el Teatro Odeón
- Amigos del arte
- Redención
- Mis amadas hijas (1944), en el Teatro Artigas.